# صمويل وانجيرو
صمويل كاماو وانجيرو (بالإنجليزية: Samuel Kamau Wanjiru)‏ (10 نوفمبر 1986 - 15 مايو 2011) رياضي كيني متخصص في سباقات المسافات طويلة حصل على الميدالية الذهبية في ماراثون الألعاب الأولمبية الصيفية 2008 ولقد إنتحر في يوم 15 مايو 2011 في مدينة نياهورورو في كينيا خلال مشاجرة عائلية أدت إلى سقوطة من شرفة منزله عن عمر يناهز 24 سنة.

## روابط خارجية
- صمويل وانجيرو على موقع الاتحاد الدولي لألعاب القوى (الإنجليزية)
- صمويل وانجيرو على موقع اللجنة الأولمبية الدولية (الإنجليزية)
- صمويل وانجيرو على موقع أوليمبيديا (الإنجليزية)